# Carmelo Aliberti
Carmelo Aliberti (Castroreale, 9 settembre 1943) è un poeta e critico letterario italiano.

## Biografia
È nato a Bafia di Castroreale (ME). Dopo un soggiorno a Trieste, risiede nella città natale, dove ha insegnato lettere presso i Licei. È cultore della materia in letteratura italiana presso l'Università di Messina. È stato insignito dell'onorificenza di Benemerito della Scuola, della cultura e dell'Arte da parte del Presidente della Repubblica.
Ha fondato la rivista Cultura Novecento, che ha ottenuto il "Premio della cultura della Presidenza del Consiglio", e la rivista scolastica  Il Leonardo.
Ha fondato ed è direttore editoriale della Rivista Internazionale di Letteratura e Cultura Varia, [S.l.], Terzo Millennio, 2009-.

## Opere

### Libri di poesie
- Una spirale d'amore, Padova, Rebellato editore, 1967.
- Una topografia, Padova, Rebellato editore, 1968.
- Il giusto senso, Firenze, Club degli autori, 1970.
- C'è una terra, Milano, Todariana editrice, 1972.
- Teorema di poesia, Milano, Todariana editrice, 1974.
- Il limbo la vertigine, Castroreale, Cultura Novecento, 1980.
- Caro dolce poeta, Castroreale, Cultura Novecento, 1981 (nuova edizione nel 1991, Foggia, Bastogi Editrice Italiana).
- Poesie d'amore, Castroreale, Cultura Novecento, 1984.
- Marchesana, Castroreale, Cultura Novecento, 1985.
- Aiamotomea, traduzione inglese di Ennio Rao, Castroreale, Cultura Novecento, 1986.
- Nei luoghi del tempo, Castroreale, Cultura Novecento, 1987.
- Elena suavis filia, Castroreale, Cultura Novecento, 1988.
- Vincenzo Consolo, poeta della storia, Reggio Calabria, Rhegium Julii editore, 1992.
- Le tue soavi sillabe, Castroreale, Cultura Novecento, 1999.
- Il pianto del compianto poeta, tradotto in inglese, Foggia, Bastogi editore, 2002.
- La ferita del tempo (quarant'anni di poesia), Foggia, Bastogi editore, 2005.
- Itaca-Ithaca: dramma lirico per voce sola, prefazione di Francesco Puccio; postfazione di Angelo Manitta; traduzioni di Nino Famà e Ennio Rao, Castiglione di Sicilia, Il convivio, 2006.

### Romanzi
- Briciole di un sogno : romanzo, Roma, BastogiLibri, 2021.

### Critica letteraria
- Come leggere Fontamara di Ignazio Silone, Milano, Mursia editore, 1977 (riedito negli anni 1983, 1989, 1996).
- Guida alla lettura di Lucio Mastronardi, Foggia, Bastogi editore, 1986.
- Melo Freni, La famiglia Ceravolo, a cura di Carmelo Aliberti, Roma, Lucarini Editore, 1989.
- Ignazio Silone, Foggia, Bastogi editore, 1990.
- Michele Prisco, Foggia, Bastogi editore, 1993, nuova edizione nel 2020, Canterano, Aracne).
- La narrativa di Michele Prisco, Foggia, Bastogi editore, 1994.
- Testi, traduzioni e interviste a poeti e scrittori contemporanei, Foggia, Bastogi editore, 1995.
- Carmelo Santalco, Stalag 307 : frammenti di un diario e altri scritti di prigionia, a cura di Carmelo Aliberti, prefazione di Guido Gonella, Foggia, Bastogi editore, 1996.
- La questione meridionale e altre questioni in letteratura, Barcellona Pozzo di Gotto, Longania, 1997 (nuova edizione nel 2015, [S.l.], Terzo Millennio).
- Sul sentiero con Bartolo Cattafi, Foggia, Bastogi editore, 2000 (riedito negli anni 2001, 2014).
- Fulvio Tomizza e la frontiera dell'anima, Foggia, Bastogi editore, 2001 (tradotto in croato nel 2006, nuova edizione nel 2014 con introduzione di Jean Igor Ghidina, Giambra, Terme Vigliatore).
- La narrativa di Carlo Sgorlon, Foggia, Bastogi editore, 2003.
- Carlo Sgorlon cantore delle minoranze emarginate e la ricerca scientifica di Dio tra storia scienza mito e razionalità, [S.l.], Terzo Millennio, 2016.
- Poeti siciliani e non del Secondo Novecento, 2 voll., Foggia, Bastogi editore, 2003-2004.
- Poeti Siciliani e non del Terzo Millennio, Foggia, Bastogi editore, 2005.
- Letteratura siciliana contemporanea e post-contemporanea. Da Capuana a Verga, a Quasimodo, a Camilleri, Cosenza, Luigi Pellegrini Editore, 2008.
- L'altra letteratura siciliana contemporanea, Marsala, La medusa, 2013.
- 50 anni d'amore per la letteratura, [S.l.], Edizioni Terzo Millennio, 2014.
- Andrea Camilleri, prefazione di Alessandra Scarino, Roma, BastogiLibri, 2018.
- Letteratura e società italiana dal secondo Ottocento ai nostri giorni, 2 voll., [S.l.], Terzo Millennio, 2018.

## Premi
- Premio Nazionale Rhegium Julii 1975 per la poesia (Teorema di poesia)[1]
- Onorificenza conferita dal Presidente della Repubblica: "Benemerito della scuola, della cultura e dell'arte" (1990)
- Premio internazionale "Il Convivio 2004" per la saggistica  (per La narrativa di Carlo Sgorlon (Catania)
- Premio alla carriera "Messana", Messina 2005
- Premio letterario nazionale per la critica letteraria "Giorgio La Pira" (Milazzo, 2008)
- Premio Aquila Aurea, 2019[2]